# Erasmus Lapicida
Erasmus Lapicida (eigentlich Erasmus Steinmetz; * um 1450; † 19. November 1547 in Wien) war ein franko-flämischer Komponist, Sänger und Kleriker der Renaissance.

## Leben und Wirken
Die Biografie dieses Komponisten, so weit sie heute bekannt ist, fällt durch zwei Umstände besonders auf. Zum einen erreichte er für damalige Zeiten ein ungewöhnlich hohes Alter, nachdem der Chronist Johann Rasch im Jahr 1586 schreibt: Lapicida war „ein männlein bey hundert jahren“; somit wird auf Grund des dokumentierten Sterbedatums ein Geburtsjahr um 1450 vermutet. Zum anderen liegen die ersten 60 Jahre seines Lebens biografisch völlig im Dunkeln, weil die ersten Belege über sein Wirken mit dem Jahr 1510 beginnen. Die Annahme über seine Herkunft aus der Stadt Trient, wie sie von der Musikhistorikerin Susan Forscher-Weiss im Jahr 2000 geäußert wurde, und andere Vermutungen sind deshalb reine, unbegründete Spekulationen. Ein anderer Komponist mit Namen „Erasmus“ oder „Rasmo“, der in italienischen Handschriften und Drucken erscheint, ist nach Meinung des Musikforschers Ludwig Finscher (1977) wegen Lapicidas Biografie und wegen stilistischer Diskrepanzen in der Komposition nicht mit Erasmus Lapicida identisch, eine Meinung, die von anderen Musikhistorikern in der Zwischenzeit aber nicht unbedingt geteilt wird.
Belegt ist der Komponist ab dem Jahr 1510 als Sänger und Komponist religiöser Lieder an der Hofkapelle des Pfälzer Kurfürsten Ludwigs V. (Regierungszeit 1508–1544) in Heidelberg bis etwa zum Jahr 1520. Etwa im Jahr 1515 kam er hier in Kontakt mit dem deutschen Musiktheoretiker Andreas Ornitoparchus (um 1490 – nach 1530), der in Heidelberg Vorlesungen hielt; dieser zählte Lapicida in seiner Schrift „Musica active micrologus“ (Leipzig 1517) zu den Komponisten mit einer „probata auctoritas“. Um diese Zeit besaß Lapicida offenbar auch Verbindungen zu Kreisen des Hauses Habsburg, weil er im Jahr 1514 die Motette „Sacerdos et pontifex“ für die Feier anlässlich der Wahl von Bernhard von Cles zum Bischof von Trient komponiert hatte und diesem ein Huldigungsgedicht widmete. Etwa um das Jahr 1521 hat ihm der Habsburger Erzherzog Ferdinand I. (Regierungszeit als Erzherzog 1521–1531) am Schottenkloster in Wien eine Präbende verliehen; dort blieb Lapicida die 26 restlichen Jahre seines Lebens. Dies weist darauf hin, dass der Komponist geistlichen Standes war. Er hat in diesem Kloster mit Heinrich Finck bei der Gründung einer Kantorei zusammen gearbeitet. In Wien lernte er zwischen 1527 und 1534 den Theologen und Musiktheoretiker Johann Zanger (1517–1587) kennen, der später in seiner Schrift „Practicae musicae praecepta“ (Leipzig 1554) von einem Streit zwischen Lapicida, Stephan Mahu und Arnold von Bruck berichtete. Hierbei ging es um die Interpretation des Mensurzeichens ohne senkrechten Strich. Im Jahr 1539 nahm Lapicida an den Trauerfeierlichkeiten für Isabella von Portugal, verstorbene Ehefrau von Kaiser Karl V., im Wiener Stephansdom teil. Der Komponist bat Ferdinand I. im Jahr 1544 wegen seiner Altersschwäche um ein Gnadengeld von 15 Kreuzern. Dies wurde ihm bewilligt und bis zu seinem Tod im Jahr 1547 regelmäßig gezahlt. Sebastianus Solidus beklagte den Tod des Komponisten in einer lateinischen Elegie, wo er „musicus celebris“ genannt wird.

## Bedeutung
Gegen Ende seines Lebens muss Erasmus Lapicida einen deutlichen Ruf genossen haben. Jedoch machen es die Unklarheiten über die Zuschreibung seines Gesamtwerks sowie sein ungewöhnlich langes Leben schwer, ein klares Gesamtbild von ihm zu gewinnen, insbesondere, weil von seinen geistlichen wie weltlichen Werken nur ein kleiner Teil erhalten geblieben ist. Dieser überlieferte Teil bezeugt Lapicidas vielseitige Begabung und eine große stilistische Vielfalt. Er gehörte zu den ersten Komponisten, die mehrstimmige Vertonungen der Lamentationes Hieremiae (Klagelieder Jeremias) geschaffen haben. Ottaviano dei Petrucci aus Venedig, der erste Notendrucker mit beweglichen Typen, hat Tonsätze Lapicidas in seine Sammelwerke aufgenommen, darunter des flämische Lied Tandernacken aus dem Jahr 1503. Seine deutschen Liedbearbeitungen besitzen eine Nähe zum Stil von Heinrich Isaac, sie bezeugen aber durch manche Züge wie gleichzeitiges Kadenzieren aller Stimmen und belcantohafte Melodik einen durchaus persönlichen Stil.
Die Motetten „Nativitas tua, Dei genitrix“ und „Virgo prudentissima“ zeigen die Bearbeitung klar gegliederter Abschnitte des Chorals teils in vierstimmigen Imitationen, teils auch als Cantus firmus mit längeren Werten im Tenor, was für die vierstimmige Motette des späten 15. Jahrhunderts durchaus typisch war. Die Huldigungsmotette „Sacerdos et pontifex“ erweist sich als kompositorisch hochstehend durch einen Cantus firmus, der auf einem soggetto cavato (einem den Wörtern entnommenes Thema) basiert mit den Noten aus den Vokalen des Mottos „Bernardus Clesius Episcopus tridentinus“ und durch Kanonangaben für die kontrapunktische Grundlage der Komposition. In dem Stück mit der Autorangabe „Rasmo“ und mit dem Textbeginn „Pietà, cara signora“ / „La pietà ha chiuso le porte“ werden die Melodie der Frottola „La pietà ha chiuso“ von Bartolomeo Tromboncino (um 1470 bis um 1535) und die Melodie der Frottola „Pietà, cara signora“ von Marco Cara († um 1530) mit zwei vom Autor selbst komponierten Stimmen kombiniert.

## Werke
- Geistliche Werke
  - „Ave regina caelorum“ zu vier Stimmen (Autor: „Erasmus“)
  - „Benedictus Dominus“ zu vier Stimmen (1506; Autor: „Erasmus“)
  - „Efferor ad manus“ zu vier Stimmen
  - „Gloriosi principes terrae“ / „Petrus Apostolus“ zu fünf Stimmen (Autor: „Erasmus“; teilweise Jean Mouton zugeschrieben)
  - „Lamentatio Jeremiae“ zu drei Stimmen (1506; Autor: „Erasmus“)
  - „Nativitas tua, Dei genitrix“ zu vier Stimmen (1505)
  - „Sacerdos et pontifex“ zu vier Stimmen (1514)
  - „Veni electa mea“ zu vier Stimmen (1538)
  - „Virgo prudentissima“ zu vier Stimmen (1505)
- Weltliche Werke (zu vier Stimmen)
  - „Ach edles N.“ (1539)
  - „Die mich erfrewt“ (1539)
  - „Es lebt mich hertz“ (1519 / 1539)
  - „Gut ding muss haben weil“ (1539)
  - „Ich hoff es sey vast wol müglich“ (1539)
  - „Nie grösser lieb“ (1539)
  - „O herzigs S.“ (1539)
  - „Tandernaken“ (1504)
  - Frottola „Pietà, cara signora“ / „La pietà ha chiuso le porte“ (1509; Autor: „Rasmo“)
  - textloses Stück (etwa 1535)